# Raymond Agnel
Pour les articles homonymes, voir Agnel.
Raymond Agnel est un directeur de la photographie français, né à Marseille le 26 juillet 1893 et mort le 24 novembre 1967 à Voulx (Seine-et-Marne).

## Biographie
Raymond Agnel, Just Antonin Raymond Agnel de son nom complet, a débuté au cinéma muet avec Victorin Jasset en 1908, et a terminé sa carrière dans les années 1950.

## Filmographie
- 1910 : Eugénie Grandet d'Émile Chautard et Victorin-Hippolyte Jasset
- 1923 : Aux jardins de Murcie
- 1924 : La Voyante
- 1924 : Madame Sans-Gêne
- 1926 : La Femme nue de Léonce Perret
- 1927 : Marquitta
- 1929 : Les Trois Masques d'André Hugon
- 1930 : La Femme et le Rossignol d'André Hugon
- 1930 : Chiqué
- 1930 : La Tendresse d'André Hugon
- 1930 : Lévy et Cie d'André Hugon
- 1932 : La Merveilleuse Journée de Robert Wyler et Yves Mirande
- 1932 : Les Gaîtés de l'escadron
- 1932 : La Croix du sud d'André Hugon
- 1932 : L'Âne de Buridan d'Alexandre Ryder
- 1933 : Toto de Jacques Tourneur
- 1933 : Charlemagne
- 1934 : Léopold le bien-aimé
- 1934 : Arlette et ses papas de Henry Roussel
- 1938 : Le Cœur ébloui de Jean Vallée
- 1938 : Quatre Heures du matin
- 1938 : Ernest le rebelle
- 1939 : Raphaël le tatoué
- 1940 : Moulin rouge
- 1941 : Ce n'est pas moi
- 1943 : L'Auberge de l'abîme de Willy Rozier
- 1943 : Le Chant de l'exilé
- 1943 : La Cavalcade des heures
- 1945 : Ils étaient cinq permissionnaires de Pierre Caron
- 1945 : Le Père Serge
- 1946 : L'Affaire du Grand Hôtel
- 1946 : Solita de Cordoue de Willy Rozier
- 1947 : Monsieur Chasse de Willy Rozier
- 1947 : Monsieur de Falindor de René Le Hénaff
- 1947 : Les Maris de Léontine de René Le Hénaff
- 1954 : Anatole chéri de Claude Heymann